# دياربدر صالح (شبام)
'

تعديل مصدري - تعديل

دياربدر صالح هي إحدى قرى عزلة شبام بمديرية شبام التابعة لمحافظة حضرموت، بلغ تعداد سكانها 84 نسمة حسب تعداد اليمن لعام 2004.